# Dr. Dre

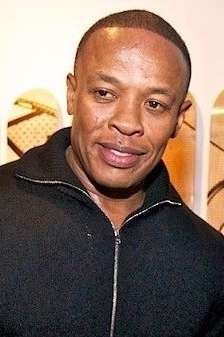
Dr. Dre (2011)

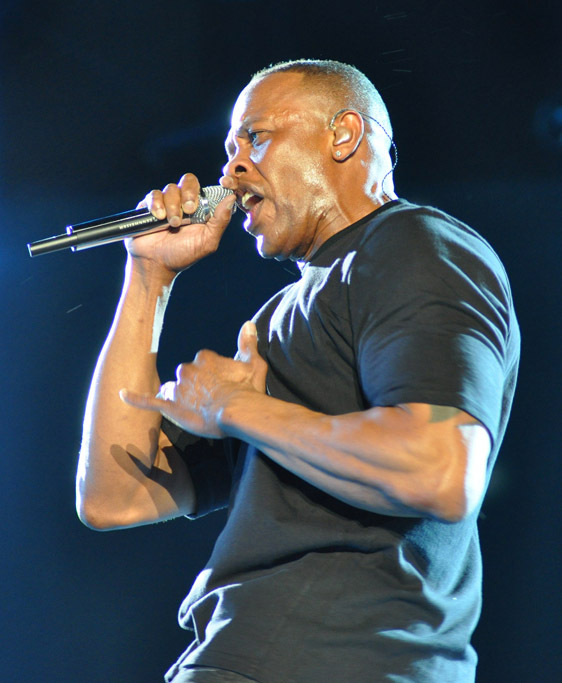
Dr. Dre während eines Auftritts beim Coachella Valley Music and Arts Festival 2012

Dr. Dre (* 18. Februar 1965 in Compton, Kalifornien; bürgerlich André Romell Young) ist ein US-amerikanischer Rapper und Musikproduzent. Er gilt als bedeutender Hip-Hop-Produzent und als Begründer des G-Funk. Neben dem früheren Engagement bei der World Class Wreckin’ Cru und bei N.W.A war er als Solokünstler aktiv. Seine Produktionen gelten als verantwortlich für den Durchbruch von Snoop Dogg, Eminem, The Game, 50 Cent, Xzibit, Kendrick Lamar, Jon Connor und weiteren.

## Biografie
André Romell Young wurde 1965 als erstes Kind von Verna und Theodore Young geboren. Sein Mittelname Romell leitet sich von dem Namen der ehemaligen Band seines Vaters The Romells ab. Die Eltern ließen sich scheiden als André drei Jahre alt war. Er wuchs bei seiner Mutter auf, die mit ihrem zweiten Mann drei weitere Kinder hat. Durch die dritte Ehe seiner Mutter mit Warren Griffin wurde er der Stiefbruder von Warren Griffin III., der später unter dem Namen Warren G Rap-Alben veröffentlichte.
Nach der Grundschule besuchte Young 1979 die Centennial High School in Compton, wechselte aber wegen schlechter Leistungen zur Fremont High School. Young konzentrierte sich mehr auf seine Musik als auf die Schule. Mit 16 Jahren wurde er 1981 Vater eines Sohnes, Curtis, der bei dessen Mutter aufwuchs und Young erst 20 Jahre später kennenlernte. Curtis Young ist unter dem Künstlernamen Hood Surgeon als Rapper aktiv.
Von 1990 bis 1996 war er mit der ebenfalls bei Death Row unter Vertrag stehenden Sängerin Michel’le liiert. Mit ihr bekam er 1991 einen Sohn. Im Mai 1996 heiratete er Nicole Threatt, mit der er zwei weitere Kinder hat.
Im August 2008 starb Youngs zweiter Sohn, den er mit einer ehemaligen Freundin hatte, Andre Young Jr., im Alter von 20 Jahren. Er wurde von seiner Mutter tot in ihrem gemeinsamen Haus aufgefunden. Der Abschlussbericht der Gerichtsmedizin gibt als Todesursache eine Überdosis von Heroin und Morphin an.
Anfang 2021 wurde bei Young ein Aneurysma im Gehirn festgestellt, nach zwei Wochen konnte er die Intensivstation wieder verlassen.
Am 11. August 2024 trat Dr. Dre im Rahmen der Schlussfeier der Olympischen Sommerspiele in Venice Beach auf.

## Musikalische Karriere

### World Class Wreckin’ Cru (1984–1985)
Young begann 1984 regelmäßig in den Nachtclub The Eve After Dark zu gehen und arbeitete dort unter dem Künstlernamen Dr. J. als DJ. Während seiner Arbeit traf er auf Antoine Carraby, der später als DJ Yella bekannt wurde. Young benannte sich in Dr. Dre um.
In dieser Zeit begann er mit der World Class Wreckin’ Cru (WCWC) zusammenzuarbeiten, die Electro-Hop-Musik machte. Der erste Erfolg war die Independent veröffentlichte Single Surgery, von der in der Gegend um Los Angeles über 50.000 Kopien verkauft wurden. Im Gegensatz zum später gezeigten Gangster-Image trat Dr. Dre bei WCWC in glitzernden Kostüm und mit Lippenstift auf. Die Musik bestand aus schnellen Rhythmen aus einer Drum Machine und vielen Scratch-Elementen. Dazu wurden einfache Texte häufig wiederholt („Calling Dr. Dre for Surgery“). Die Gruppe bekam 1985 nach der Single Juice einen 100.000-Dollar-Plattenvertrag bei CBS Records. Mit dem Vertrag entstanden Konflikte in der Gruppe über die Verteilung des Geldes. Dr. Dre, der nicht nur mit der modischen Ausrichtung der Gruppe, sondern auch mit der musikalischen – er wollte sich eher am P-Funk von George Clinton orientieren – unzufrieden war, verließ die Gruppe 1985.
Zusammen mit DJ Yella begann er beim ersten Hip-Hop-Radiosender von Los Angeles KDAY zu arbeiten. Dort waren sie am Programm Mixmasters von Ice-T beteiligt. Während Yella der erste feste DJ des Senders war, produzierte Dr. Dre täglich ein 15-minütiges Set für die Sendung Traffic Jams.

### Durchbruch mit N.W.A (1986–1991)
Dr. Dre traf 1986 auf Ice Cube und auf Eazy-E. Gemeinsam begannen Dre und Cube für das Label von Eazy-E Ruthless Records zu arbeiten. Nach dem Elektro-Hop von der World Class Wreckin’ Cru waren die neuen Produktionen sowohl musikalisch als auch inhaltlich härter. Als Motiv und Inspiration diente das Straßenleben in Compton.
1986 gründeten sie die Gruppe N.W.A (kurz für „Niggaz Wit Attitudes“). Ebenfalls dazu kamen DJ Yella und MC Ren. Innerhalb der Gruppe war Dr. Dre hauptsächlich für die Produktion und die Musik zuständig, hatte aber auch Rap-Anteile. 1987 erschien N.W.A’s wenig erfolgreiches Debütalbum N.W.A and the Posse. Mit dem 1988 veröffentlichten zweiten Album Straight Outta Compton, das innerhalb von sechs Wochen mit einem Budget von 8000 US-Dollar produziert wurde, gelang der erste kommerzielle Erfolg. Insgesamt verkaufte N.W.A 2,5 Millionen Einheiten des Albums, das heute als die erste wichtige Produktion Dr. Dres gilt. Die Kontroverse um das Lied Fuck tha Police und Ermittlungen gegen N.W.A durch das FBI machten das Album landesweit bekannt. In der konservativen, amerikanischen Öffentlichkeit wurde N.W.A zum Stereotyp des gefährlichen schwarzen Amerikas.
Dre produzierte 1989 das erste Album des Rappers The D.O.C. No One Can Do It Better, das ebenfalls bei Ruthless Records erschien. The D.O.C. galt als einer der Shootingstars an der Westküste, hatte aber kurz nach der Veröffentlichung des Albums einen Autounfall, bei dem seine Stimmbänder verletzt wurden. Für Dre war die Produktion des Albums die erste Auftragsarbeit als Produzent.
Zwei weitere Alben von N.W.A kamen 1990 und 1991 auf den Markt. Ice Cube stieg 1989 aus der Gruppe aus und begann eine Solokarriere. In einem Interview mit Dee Barnes, einer Fernsehmoderatorin und Rapperin, äußerte sich Ice Cube über seinen Ausstieg. Dr. Dre und der Rest von N.W.A sahen sich negativ porträtiert und kündigten Rache an. Am 27. Januar 1991 traf Dee Barnes auf einer Party in Hollywood auf Dr. Dre. Er schlug und trat mehrfach auf sie ein, drang in ein Zimmer ein, in das sie flüchtete, und verprügelte sie dort weiter. Wegen des Angriffs verurteilte ein Gericht in Los Angeles Young zu einer Geldstrafe von 2500 $ und einer zweijährigen Bewährungsstrafe. Es war seine erste Verurteilung.
Nach internen Streitigkeiten um Finanzen, sowie persönlichen Problemen zwischen Dre und Eazy-E löste sich N.W.A 1991 auf.

### Death Row Records und das Solodebüt (1992–1996)
Nach der Trennung von N.W.A gründete Dre 1991 zusammen mit seinem damaligen Bodyguard Suge Knight das Rap-Label Death Row Records. Hier erschien 1992 mit der Single Deep Cover, einem Lied vom Soundtrack zu Jenseits der weißen Linie (OT: Deep Cover), die erste Zusammenarbeit mit dem bis dahin unbekannten Snoop Doggy Dogg. Der Song war ein Diss gegen Eazy-E, zu dem das Verhältnis zunehmend schlechter wurde. Es kam zum Beef, in dessen Verlauf Eazy-E Fotos von Young aus der Zeit bei der World Class Wreckin’ Cru, auf denen Young Lippenstift trug, gegen ihn verwendete und ihm so indirekt vorwarf, homosexuell zu sein.
Am 15. Dezember 1992 erschien das erste Soloalbum Dr. Dres, The Chronic, bei Death Row. Kommerziell war das Album ein Erfolg, es erreichte Platz 3 der Billboard-Charts und wurde über 3 Millionen Mal verkauft. In den Vereinigten Staaten erhielt das Album drei Platin-Schallplatten. Ausgekoppelte Singles waren Nuthin’ but a ‘G’ Thang, Fuck wit Dre Day (And Everybody’s Celebratin’) und Let Me Ride, die alle in den Singlecharts vertreten waren. Bei den Grammy Awards 1994 gewann Dr. Dre einen Grammy für Let Me Ride.
Neben Dr. Dre war vor allem Snoop Doggy Dogg als Gastrapper an 12 der 16 Lieder des Albums beteiligt. Mit dem Album wurde der Stil des G-Funk populär, der etwas weniger aggressiv als der Stil von N.W.A war. Die Musik war von langsamen Rhythmen mit starkem, basslastigen Groove geprägt, so wie es George Clinton beim P-Funk zeigte. Angereichert waren die Stücke mit Soul-Samples. Eine Neuheit war der Einsatz von Synthesizern, die in der Zeit in vielen von Dres Produktionen vorkamen.
In den anschließenden drei Jahren arbeitete Dre als Produzent mit weiteren Rappern von Death Row, zu denen neben Snoop Doggy Dogg auch Tupac Shakur, Nate Dogg und Tha Dogg Pound gehörten. Anfang 1996 verließ Dr. Dre das Label nach Streitigkeiten mit Suge Knight und Tupac. Dre fühlte sich durch Knight in seiner Arbeit behindert: Neben finanziellen Problemen bei Death Row kam es regelmäßig zu Überfällen in den Studios, bei denen Tontechniker und andere Bedienstete zusammengeschlagen wurden. Nach dem Abschied warf Tupac ihm mangelnde Loyalität gegenüber Snoop Doggy Dogg während dessen Mordanklage 1993 vor. Auch Tupac verwendete die Bilder aus der World Class Wreckin’ Cru-Zeit gegen Dre und bezeichnete ihn als Homosexuellen. Dre gründete mit Aftermath Entertainment sein eigenes Label unter dem Dach von Interscope.

### Aftermath Entertainment und2001(1997–2000)
Im Jahr der Gründung des Labels veröffentlichte Aftermath den Sampler Dr. Dre Presents: The Aftermath, auf dem bis dahin unbekannte Rapper des Labels vorgestellt wurden. Das Album erreichte Platin-Status. Die spätere Single Been There, Done That, auf der Dr. Dre selbst rappte, und das Lied East Coast West Coast Killas von Group Therapy, einer Gruppe bestehend aus den Ostküsten-Rappern Nas und KRS-One, sowie den Westküsten-Rappern B-Real und RBX, waren enthalten. Dre wollte mit der Auswahl der West- und Ostküsten-Rapper zeigen, dass der Konflikt zwischen den Küsten, an dem sein früheres Label Death Row maßgeblich beteiligt war, unabhängig von ihm war.
Bei Aftermath engagierte Dr. Dre den Produzenten Mel-Man als Co-Produzent. Dies beeinflusste den musikalischen Stil, der fortan größeren Anteil von Synthesizern hatte und auf Gesangs-Samples, wie bei Let Me Ride und anderen Liedern aus der Death-Row-Zeit, verzichtete. 1997 produzierte er sieben Lieder auf dem Album Nas, Foxy Brown, AZ, and Nature Present The Firm: The Album, das ebenfalls über Aftermath erschien und Platin-Status erhielt. Sein einziger Rap-Teil war in Phone Tap. Jimmy Iovine, Präsident von Interscope, stellte Dr. Dre 1998 den Detroiter Rapper Marshall Mathers, später unter dem Namen Eminem bekannt, vor. Für dessen 1999 erschienenes Debütalbum The Slim Shady LP produzierte Dre drei Lieder und steuerte einen Gastauftritt bei.
Am 15. November 1999 wurde Youngs zweites Soloalbum, 2001, veröffentlicht, das auch unter den abweichenden Titeln The Chronic 2001, Dr. Dre 2000 und The Chronic 2 bekannt ist. Anders als bei seinem ersten Soloalbum waren hier neben dem sich mittlerweile nur noch Snoop Dogg nennenden diverse andere Rapper aus Los Angeles vertreten. Das Album enthielt unter anderem Gastbeiträge von Eminem, Xzibit, Nate Dogg, Mary J. Blige und dem früheren N.W.A-Rapper MC Ren. Dr. Dre produzierte das Album gemeinsam mit Mel-Man, an zwei Liedern war sein Schüler Scott Storch beteiligt. Als Ghostwriter schrieb Royce da 5′9″ Teile der Texte. Neben den drei Singles Still D.R.E., Forgot About Dre und The Next Episode enthielt das Album auch den Song The Message über seinen 1989 bei einer Schießerei auf dem Compton-Boulevard gestorbenen Bruder Tyree. 2001 verkaufte über 7,2 Millionen Einheiten und erreichte in den Vereinigten Staaten den sechsfachen Platinstatus. In Deutschland zeichnete die IFPI das Album mit einer Goldenen Schallplatte aus. Dre wurde für das Album als Produzent des Jahres bei den Grammy Awards 2001 ausgezeichnet.

### Schwerpunkt auf Produzententätigkeit (2001–2008)
Nach der Veröffentlichung seines zweiten Soloalbums trat Dr. Dre als Rapper seltener in Erscheinung. Die Arbeit als Produzent für die Künstler seines Labels und Auftragsarbeiten für andere traten in den Vordergrund. So verhalf er dem New Yorker Rapper Curtis Jackson, bekannt als 50 Cent, zum Durchbruch. 50 Cent steht bei Shady/Aftermath – einem Joint Venture von Dre’s Aftermath Entertainment und Eminems Shady Records – unter Vertrag. Bei den ersten beiden Alben Get Rich or Die Tryin’ und The Massacre war Dr. Dre der Executive Producer, bei Curtis produzierte er zwei Lieder. Von den drei Alben wurden kumuliert über 25 Millionen Einheiten verkauft.
Auch andere Alben der Rapper von 50 Cents Crew G Unit sowie deren ehemaligen Mitglied The Game produzierte er. The Game, dessen Solodebüt The Documentary bei Aftermath Entertainment erschien, musste Aftermath nach Streitigkeiten mit 50 Cent verlassen. Sein zweites Album widmete er Dr. Dre und benannte es als Hommage Doctor’s Advocate. Mehrere Lieder des Albums handeln von The Games – das „The“ strich er später aus seinem Namen – Beziehung zu Dre, der für ihn eine Vaterfigur ist, und seinem Abschied von Aftermath. 2010 kam Game zurück zu Aftermath.
Bei den Vibe Awards 2004 griff ein 26-jähriger Mann Dr. Dre an und schlug ihm mehrmals ins Gesicht. Der Rapper Young Buck, damals noch Mitglied der G Unit, kam Dr. Dre zur Hilfe und stach den Angreifer mit einem Messer nieder, was zu einer geplatzten Lunge führte. Bei der Gerichtsverhandlung behauptete der Angreifer, dass Suge Knight ihm 5000 US-Dollar für den Angriff bezahlt hätte.

### Letztes Studioalbum undThe Planets(2008–heute)

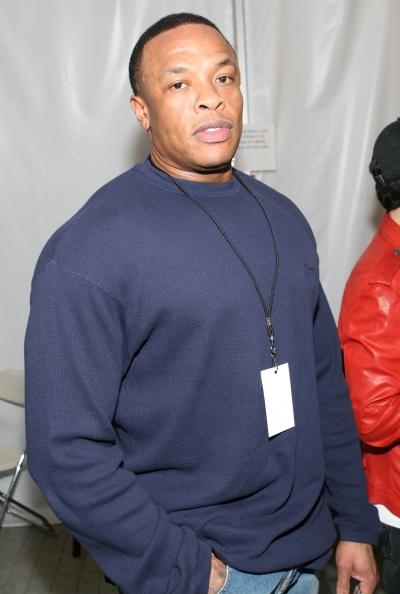
André Romell Young alias Dr. Dre Backstage, März 2008

Seit 2004 wurde Youngs drittes Soloalbum namens Detox angekündigt, dessen Veröffentlichung aus diversen Gründen immer wieder verschoben wurde.
2009 veröffentlichte Eminem sein sechstes Studioalbum Relapse, bei dem Dr. Dre 19 der 20 Lieder produzierte und an den Texten von 13 beteiligt war. Zusätzlich war er als Gastrapper an zwei Liedern beteiligt, darunter die erste Singleauskopplung Crack a Bottle.
Im August 2010 erklärte Young in einem Interview, mit den Arbeiten an einem Instrumentalalbum namens The Planets begonnen zu haben. Jeder Song solle den Namen eines Planeten tragen.
Am 18. November 2010 erschien die Single Kush bei iTunes. Einige Tage nach der Veröffentlichung von Kush leakte der Song I Need a Doctor, an dem Eminem und Skylar Grey mitwirken, ins Internet. Der von Alex da Kid produzierte Song wurde am 1. Februar 2011 als Downloadsingle veröffentlicht. Am 6. Mai 2011 wurde im Rahmen der Showtime-Sendung Fight Camp 360 ein Ausschnitt eines weiteren Liedes, Die Hard (feat. Eminem), gesendet.
Am 1. August 2015 gab Dr. Dre bekannt, dass er Detox nicht veröffentlichen werde, da es ihn schlichtweg nicht vollends überzeugt habe. Stattdessen kündigte er für den 7. August 2015 sein finales drittes Studioalbum Compton: A Soundtrack by Dr. Dre an, das von dem Film Straight Outta Compton über Dr. Dres Rapgruppe N.W.A inspiriert ist.
Am 13. Februar 2022 trat Dr. Dre neben Eminem, Snoop Dogg, Mary J. Blige, 50 Cent und Kendrick Lamar bei der Halbzeitshow des 56. Super Bowl auf.
Der Rolling Stone listete Dr. Dre auf Rang 56 der 100 größten Musiker aller Zeiten.
Am 19. März 2024 wurde Dr. Dre mit dem 2775. Stern auf dem Hollywood Walk of Fame geehrt.

## Gewalt gegen Frauen
Diverse Vorfälle, bei denen Dr. Dre Gewalt gegen Frauen innerhalb und außerhalb seiner Beziehungen ausübte, sind öffentlich bekannt geworden. So wurde er in Folge eines Angriffs auf Dee Barnes zu einer Geldstrafe und gemeinnütziger Arbeit verurteilt. Barnes sagte aus, dass er ihr Gesicht und die rechte Seite ihres Körpers wiederholt gegen eine Wand geschlagen hatte. Dre wurde daraufhin zu einer Geldstrafe von 2500 $ sowie 240 Stunden Gemeindedienst verurteilt und drehte zudem einen Anti-Gewalt-Spot in Form einer öffentlichen Bekanntmachung im Fernsehen.
2015 warf Michel'le, die auch ein Kind mit Dre hatte, ihm vor, sie in der gemeinsamen Zeit ständiger häuslicher Gewalt ausgesetzt zu haben. Dies beinhaltete häufige Schläge und auch das Brechen ihrer Nase. Rechtliche Schritte wurden ihrerseits jedoch nicht eingeleitet.
Lisa Johnson sagte in einem Interview, dass Dre sie viele Male geschlagen hat, auch während ihrer Schwangerschaft. Dre wurde daraufhin ein Kontaktverbot auferlegt.

## Filmkarriere

### Schauspieler
Nach einer kleinen Nebenrolle als Waffenhändler in dem 1996 erschienenen Actionfilm Set It Off spielte Young 2001 in zwei Kinofilmen mit. An der Seite von Snoop Dogg und Eminem spielte er in dem von DJ Pooh geschriebenen Film The Wash einen Autowaschanlagen-Angestellten. In Training Day spielte er den korrupten Polizisten Paul.

### Produzent
Dr. Dre produziert zusammen mit David Schnider den Horror-Thriller „Thaw“, der auf einem Drehbuch von Vik Weet beruht. Der Film entsteht unter dem Banner von Crucial Films, das er mit Schnider führt.
Dre war als Produzent an dem 2015 veröffentlichten Film Straight Outta Compton beteiligt.

### Dokumentation
2018 erschien auf Netflix die vierteilige Dokumentation The Defiant Ones über den Werdegang von Dr. Dre und Jimmy Iovine. Über viereinhalb Stunden beleuchtet sie die Anfangszeit beider Protagonisten bis hin zum Verkauf von Beats by Dr. Dre an Apple. Die Dokumentation enthält persönliche Anekdoten diverser Rapper, wie beispielsweise Eminem, Snoop Dogg, Nas und auch anderer Wegbegleiter Iovines, darunter Bono und Gwen Stefani.

## Unternehmertum
In Kooperation mit der Firma Monster Cable entwickelte Dr. Dre eine Serie von Kopfhörern mit dem Namen Beats by Dr. Dre.
2014 verkaufte er Beats Electronics für drei Milliarden Dollar an Apple Inc. Young verdiente nach Presseberichten circa 500 Millionen Dollar an dem Verkauf.
Zusammen mit Apple plant er das autobiografische Serien-TV-Format „Vital Signs“ (Arbeitstitel). Er ist als Hauptdarsteller und ausführender Produzent der sechsteiligen Serie vorgesehen.
Laut BBC hat Dr. Dre gegen einen Gynäkologen, der sich die Marke „Dr. Drai“ schützen ließ, einen Markenrechtsstreit verloren. Dre verklagte den Mediziner wegen befürchteter Verwechslungsgefahr. Die US-Markenrechtsbehörde wies nach dreijähriger Beschäftigung mit dem Fall die Klage ab.

## Diskografie
Studioalben

| Jahr | Titel       | Höchstplatzierung, Gesamtwochen, AuszeichnungChartplatzierungen (Jahr, Titel, Platzierungen, Wochen, Auszeichnungen, Anmerkungen) | Höchstplatzierung, Gesamtwochen, AuszeichnungChartplatzierungen (Jahr, Titel, Platzierungen, Wochen, Auszeichnungen, Anmerkungen) | Höchstplatzierung, Gesamtwochen, AuszeichnungChartplatzierungen (Jahr, Titel, Platzierungen, Wochen, Auszeichnungen, Anmerkungen) | Höchstplatzierung, Gesamtwochen, AuszeichnungChartplatzierungen (Jahr, Titel, Platzierungen, Wochen, Auszeichnungen, Anmerkungen) | Höchstplatzierung, Gesamtwochen, AuszeichnungChartplatzierungen (Jahr, Titel, Platzierungen, Wochen, Auszeichnungen, Anmerkungen) | Anmerkungen                                                   |
| Jahr | Titel       | DE | AT | CH | UK | US | Anmerkungen                                                   |
| ---- | ----------- | --- | --- | --- | --- | --- | ------------------------------------------------------------- |
| 1992 | The Chronic | DE35 a (10 Wo.)DE | — | CH32 a (1 Wo.)CH | UK43 a Platin · (8 Wo.)UK | US3 ×3Dreifachplatin · (97 Wo.)US                                                                                                 | Erstveröffentlichung: 15. Dezember 1992 Verkäufe: + 7.500.000 |
| 1999 | 2001        | DE20 Gold · (94 Wo.)DE | AT50 b (2 Wo.)AT | CH26 b Gold · (206 Wo.)CH | UK4 ×5Fünffachplatin · (… Wo.)UK                                                                                                  | US2 ×6Sechsfachplatin · (239 Wo.)US                                                                                               | Erstveröffentlichung: 15. November 1999 Verkäufe: + 9.325.000 |
| 2015 | Compton     | DE4 (6 Wo.)DE | AT3 (4 Wo.)AT | CH1 (11 Wo.)CH | UK1 Gold · (12 Wo.)UK | US2 Gold · (16 Wo.)US | Erstveröffentlichung: 7. August 2015 Verkäufe: + 692.500      |

## Künstlerauszeichnungen
- ECHO Pop
  - 2016: „Künstler/Künstlerin/Gruppe Hip Hop/Urban (international)“ für das Album Compton